# Tijdschrift voor Entomologie
Tijdschrift voor Entomologie (ISSN 0040-7496) — голландский энтомологический журнал для публикации научных исследований в различных областях науки о насекомых и некоторых других членистоногих (главным образом, по систематике, эволюции и фаунистике). Один из старейших в мире энтомологических журналов (основан в 1857 году).

## История
Журнал был основан в 1857 году. Публикуется Голландским энтомологическим обществом (The Netherlands Entomological Society). Один из немногих старейших энтомологических журналов, сохранивших своё первоначальное название (наряду с такими как Annales de la Société Entomologique de France, Deutsche Entomologische Zeitschrift, The Entomologist, Entomologist's Monthly Magazine).
22 года журнал редактировал (1952—1974) русский эмигрант и лепидоптеролог Алексей Дьяконов (1907—1989), родившийся в Петербурге и вместе с родителями эмигрировавший после революции в Голландию.
В 2007 году вышел юбилейный 150-й том. За 150 лет в журнале опубликовано 2115 статей 699 авторов из 30 стран. В первые десятилетия в журнале печатались статьи на голландском языке (затем также на немецком и французском), но в последние 10 лет все статьи публиковались на английском языке.

## Главные редакторы
В разные годы журнал возглавляли:
- Samuel Constant Snellen van Vollenhoven — 1853—1880 (27 лет)
- Frederik Maurits van der Wulp — 1880—1894 (14)
- Antonius Franciscus Adolphus Leesberg — 1894—1906 (12)
- Johannes Cornelis Hendrik de Meijere — 1906—1940 (34)
- Johannes Bastiaan Corporaal — 1940—1952 (12)
- Alexey Diakonoff — 1952—1974 (22)
- Peter Johan van Helsdingen — 1975—1987 (12)
- Jan van Tol — 1988—1997 (9)
- Erik Johannes van Nieukerken — 1989—2007 (18)

## ISSN
- 0040-7496